# 打出 (名古屋市)
打出（うちで）は、愛知県名古屋市中川区にある町名。現行行政地名は打出町字江西及び打出町字中切と打出一丁目及び打出二丁目。住居表示未実施。

## 地理
名古屋市中川区の中央部に位置し、東に打中、西に中須町、南に法華西町、北に野田と接する。

## 歴史

### 町名の由来
古くは海岸であり、海へ張り出した地形に由来すると言われている。

### 内出郷
戦国時代頃、当地は内出郷と称していた。天正年間、当地に佐久間勘三郎という織田信雄の家臣の知行地があったとの記録が残されている。

### 打出村
江戸時代になると当地は愛知郡打出村と称すようになった。当時の打出村は、概ね現在の打出町の全域と打出、打出本町、法華西町、野田、打中、中郷、中花町の各一部に当たる。尾張藩領で、宮宿の助郷村であった。打出村の集落は、西井筋の東側に位置しており、耕地面積に対して家数が多かったため周辺の中島新田の田を耕していたという。農業を中心とする村であったが、40軒ほどが筵を生産しており、禰宜町（現在の名駅南一丁目）の問屋に販売していたという。『寛文村々覚書』によると、当時の打出村は概高283石、家数27、人口135、馬9頭。283石の全てが藩士成瀬大内蔵の給地であった。
打出村は1889年（明治22年）に、合併により御厨村大字打出となった。その後荒子村大字打出を経て、1921年（大正10年）に名古屋市南区に編入され打出町となった。

### 行政区画の沿革

#### 打出町
- 1889年（明治22年）10月1日 - 打出村が合併により御厨村大字打出となる[5]。
- 1906年（明治39年）10月1日 - 御厨村の合併に伴い荒子村大字打出となる[5]。
- 1921年（大正10年）8月22日 - 荒子村の名古屋市への編入に伴い、南区打出町が成立[5]。
- 1937年（昭和12年）10月1日 - 中川区編入に伴い、同区打出町となる[5]。
- 1953年（昭和28年）7月1日 - 一部を八王子町に編入[6]。
- 1979年（昭和54年）8月19日 - 一部を打出一～二丁目、法華西町、中郷三丁目、中花町に編入[5]。
- 1984年（昭和59年）11月3日 - 一部を打出一丁目に編入[5]。

#### 打出
- 1977年（昭和52年）2月13日 - 中須町の一部より打出二丁目が成立[5]。
- 1979年（昭和54年）8月19日 - 打出町、打出本町、中須町の一部が二丁目に編入され、打出町、打出本町、中須町、野田町の各一部より打出一丁目が成立[5]。
- 1984年（昭和59年）11月3日 - 打出町、八王子町、野田町の各一部を一丁目に編入[5]。

## 世帯数と人口
2019年（平成31年）1月1日現在の世帯数と人口は以下の通りである。
| 町丁・丁目 | 世帯数    | 人口    |
| ---------- | --------- | ------- |
| 打出町     | 114世帯   | 241人   |
| 打出一丁目 | 404世帯   | 974人   |
| 打出二丁目 | 521世帯   | 1,007人 |
| 計         | 1,039世帯 | 2,222人 |

### 人口の変遷
国勢調査による人口の推移

#### 打出町
| 1995年（平成7年）  | 180人 | [ WEB 6 ]  |  |
| 2000年（平成12年） | 176人 | [ WEB 7 ]  |  |
| 2005年（平成17年） | 180人 | [ WEB 8 ]  |  |
| 2010年（平成22年） | 203人 | [ WEB 9 ]  |  |
| 2015年（平成27年） | 217人 | [ WEB 10 ] |  |

#### 打出
| 1995年（平成7年）  | 3,057人 | [ WEB 11 ] |  |
| 2000年（平成12年） | 2,954人 | [ WEB 12 ] |  |
| 2005年（平成17年） | 2,795人 | [ WEB 13 ] |  |
| 2010年（平成22年） | 2,753人 | [ WEB 14 ] |  |
| 2015年（平成27年） | 2,452人 | [ WEB 15 ] |  |

## 学区
市立小・中学校に通う場合、学校等は以下の通りとなる。また、公立高等学校に通う場合の学区は以下の通りとなる。なお、小学校は学校選択制度を導入しておらず、番毎で各学校に指定されている。
| 町丁・丁目 | 小学校                                    | 中学校               | 高等学校 |
| ---------- | ----------------------------------------- | -------------------- | -------- |
| 打出町     | 名古屋市立荒子小学校                      | 名古屋市立一柳中学校 | 尾張学区 |
| 打出一丁目 | 名古屋市立荒子小学校 名古屋市立野田小学校 | 名古屋市立一柳中学校 | 尾張学区 |
| 打出二丁目 | 名古屋市立荒子小学校                      | 名古屋市立一柳中学校 | 尾張学区 |

## 交通
- 愛知県道229号八田停車場線

## 施設
- まつかげシニアホスピタル
- まつかげ看護専門学校

## その他

### 日本郵便
- 集配担当する郵便局は以下の通りである[WEB 18]。

| 町丁   | 郵便番号 | 郵便局     |
| ------ | -------- | ---------- |
| 打出   | 454-0926 | 中川郵便局 |
| 打出町 | 454-0924 | 中川郵便局 |